# 毛沸石
毛沸石（英語：Erionite）是一群较为罕见的天然纤维状钠钾钙铝硅酸盐矿物的總稱，属于沸石族。毛沸石亞族一般以毛状易碎纤维存在于因气候变化或地下水的作用而风化的火山灰岩石空隙中，故得名毛沸石。毛沸石的许多性质与石棉相似；不过美国国家环境保护局并没有像对六种石棉纤维一样对其予以限制。毛沸石為1類致癌物。

## 历史
毛沸石在1898年由A.S. Eakle在美国俄勒冈州杜肯一处流纹岩中以白色毛状纤维的形式发现。它曾被认为是另一种外观和化学成分十分类似，且同样罕见的沸石菱钾铝矿。

## 性质
毛沸石的化学成分可大概表示为 (Na2,K2,Ca)2Al4Si14O36·15H2O 的分子式——基于其中含量最丰富的金属元素，能被进一步细分为、毛沸石-Na、毛沸石-K和毛沸石-Ca。它具有着类似于菱沸石的由四面体框架连接而成的六方笼状结构。在水中它能够吸取最多其体积20%的水分；它还具有高选择性（由吸附的分子大小决定）的气体吸收、离子交换和催化剂的作用。同其他沸石一样，毛沸石具有良好的热稳定性和吸收水蒸气能力。

## 致癌性
毛沸石是一种人类致癌物，被国际癌症研究机构（IARC）列为了1类物质。目前科学家也充分证实了其对动物致癌：大鼠或小鼠在吸入或注射毛沸石之后几乎都患上了间皮瘤。
在土耳其中部安那托利亞地區，因接触毛沸石而引起的胸膜及腹膜位置的间皮瘤发病率十分的高。研究显示在三个村庄中慢性接触毛沸石的村民具有异常的高死亡率，其中许多死于间皮瘤；而对照组的村庄总共仅有两例间皮瘤，且均为别处出生的女性；这些受到污染的村庄中肺癌发病率也比正常的要高。在村庄的空气样本中及间皮瘤患者的肺部切片中均发现了毛沸石的纤维，村民肺部中还发现了许多以毛沸石为核心的含铁小体。村庄里毛沸石主要来自于附近的火山凝灰岩。土耳其政府在2010年已决定将其中卡帕多细亚旅游区附近的Tuzkoy村中的建筑物全部推倒并用约4米的土掩埋，村民则将迁移到附近一英里外的“新Tuzkoy”。

## 接触环境
除土耳其外，毛沸石的矿床还存在于美国亚利桑那州、内华达州、俄勒冈州和犹他州。这些矿床最多可达15尺厚并有可能存在于地表。在内华达州的路面粉尘中曾发现过毛沸石的纤维。在2009年夏天，北达科他州政府开始了一项关于当地居民可能的毛沸石接触的研究。
在过去，对毛沸石的职业接触主要来自于它的采集和生产过程；现在则主要来自于其他沸石的采集和生产。毛沸石还曾被发现于十分常用的商品沸石中，因此日常生活或工业生产中使用沸石时也可能接触到毛沸石。在亚利桑那州的一个沸石矿中，毛沸石的总接触量可达0.01~13.7 mg/m3；可吸入的毛沸石尘则为0.01~1.4 mg/m3。

## 图片

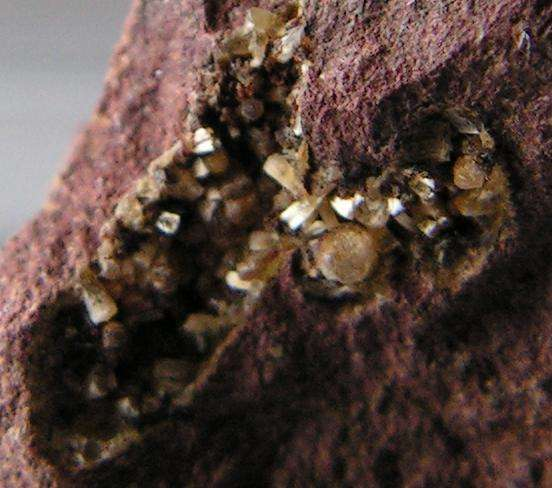
毛沸石-Ca
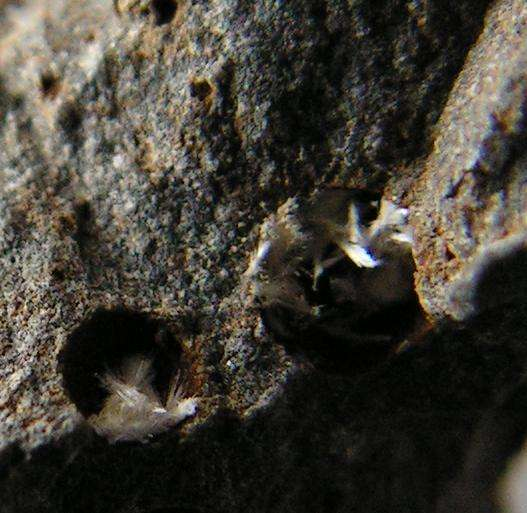
毛沸石-K
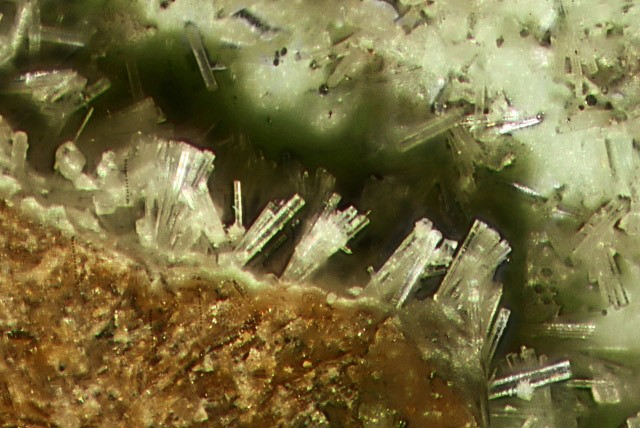
毛沸石和菱钾铝矿
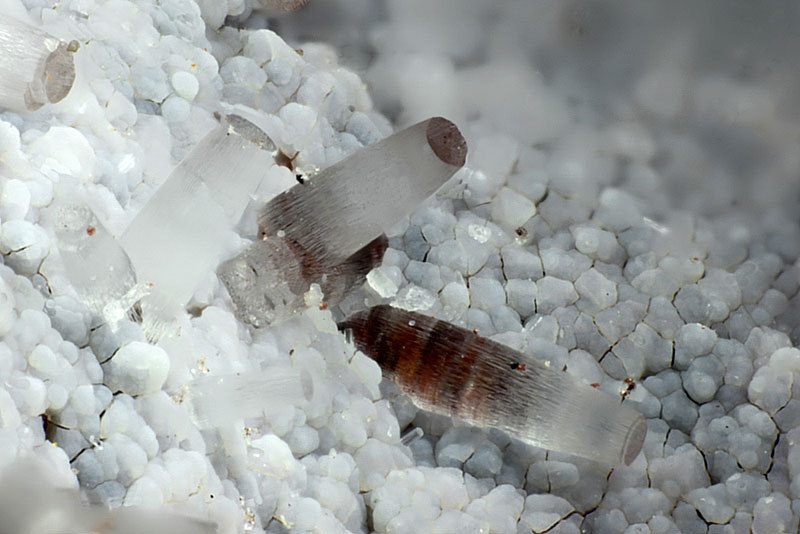
美国亚利桑那的毛沸石
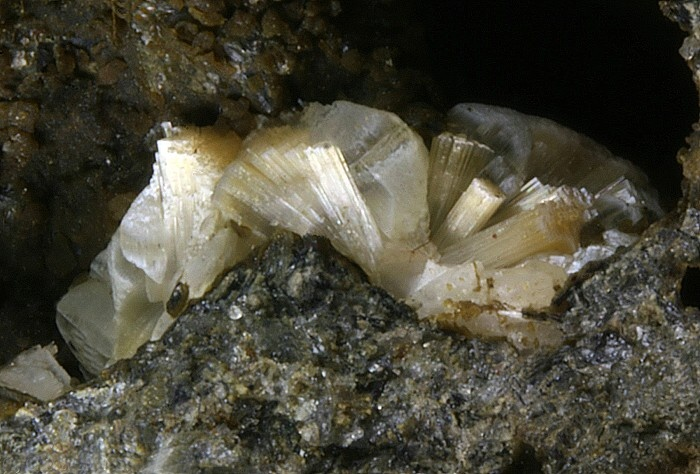
意大利威尼托的毛沸石